# Athetis interstincta
Athetis interstincta là một loài bướm đêm trong họ Noctuidae.